# Championnat national de tennis des États-Unis 1931
Pour un article plus général, voir US Open de tennis.

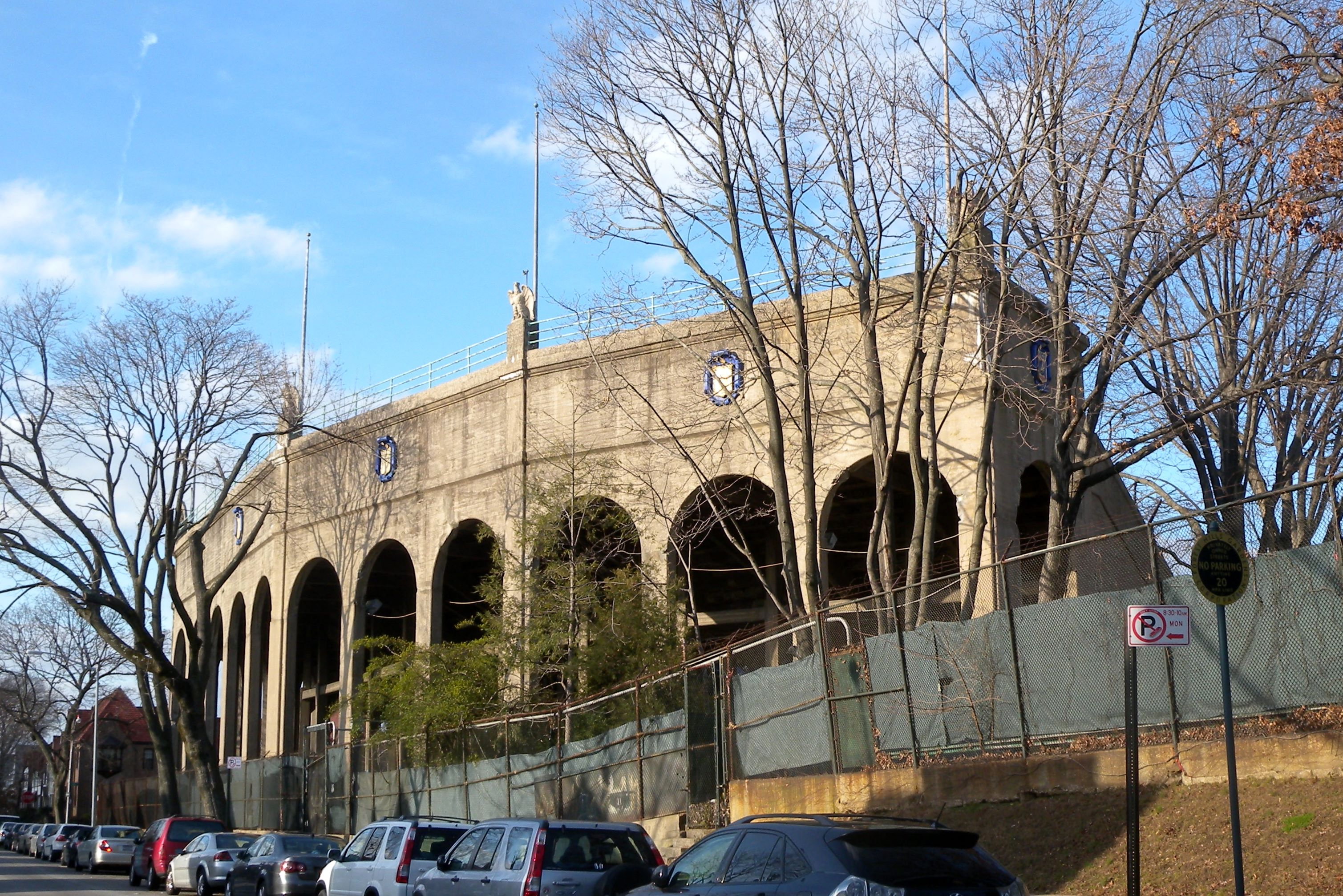

Résultats détaillés de l’édition 1931 du championnat de tennis US National qui est disputée du 17 au 24 août 1931.

## Palmarès
| Tableau          | Vainqueurs                   | Vainqueurs             | Score              | Finalistes                             | Finalistes             |
| ---------------- | ---------------------------- | ---------------------- | ------------------ | -------------------------------------- | ---------------------- |
| Simple dames     | Helen Wills                  | États-Unis             | 6-4, 6-1           | Eileen Bennett                         | Royaume-Uni            |
| Simple messieurs | Ellsworth Vines              | États-Unis             | 7-9, 6-3, 9-7, 7-5 | George Lott                            | États-Unis             |
| Double dames     | Betty Nuthall Eileen Bennett | Royaume-Uni            | 6-2, 6-4           | Helen Hull Jacobs Dorothy Round Little | États-Unis Royaume-Uni |
| Double messieurs | Wilmer Allison John Van Ryn  | États-Unis             | 6-4 6-3 6-2        | Gregory Mangin Berkeley Bell           | États-Unis             |
| Double mixte     | Betty Nuthall George Lott    | Royaume-Uni États-Unis | 6-3, 6-3           | Anna McCune Harper Wilmer Allison      | États-Unis             |

## Simple dames
|  |                |  |   |   |  |
|  | Finale         |  |   |   |  |
|  |                |  |   |   |  |
|  |                |  |   |   |  |
|  | Helen Wills    |  | 6 | 6 |  |
|  | Helen Wills    |  | 6 | 6 |  |
|  | Eileen Bennett |  | 4 | 1 |  |

## Double dames
|  |                              |  |   |   |  |
|  | Finale                       |  |   |   |  |
|  |                              |  |   |   |  |
|  |                              |  |   |   |  |
|  | Betty Nuthall Eileen Bennett |  | 6 | 6 |  |
|  | Betty Nuthall Eileen Bennett |  | 6 | 6 |  |
|  | Helen Jacobs Dorothy Round   |  | 2 | 4 |  |

## Double mixte
|  |                                   |  |   |   |  |
|  | Finale                            |  |   |   |  |
|  |                                   |  |   |   |  |
|  |                                   |  |   |   |  |
|  | Betty Nuthall George Lott         |  | 6 | 6 |  |
|  | Betty Nuthall George Lott         |  | 6 | 6 |  |
|  | Anna McCune Harper Wilmer Allison |  | 3 | 3 |  |